# Susan Groag Bell
Susan Groag Bell (geboren als Susanne Eva Marie Groag 25. Januar 1926 in Troppau, Tschechoslowakei; gestorben 24. Juni 2015 in Palo Alto) war eine US-amerikanische Frauenforscherin.

## Leben
Susanne Groag war die Tochter des Rechtsanwalts Friedrich Groag und der Edith Luise Groag. Sie wuchs im deutschsprachigen Teil der Tschechoslowakei auf. Nach der Annexion des Sudetenlandes durch das nationalsozialistische Deutsche Reich floh sie 1939 mit ihrer Mutter nach England, während ihr Vater wegen Visumproblemen nachkommen sollte, was ihm dann aber nicht mehr gelang. Er wurde 1942 im Ghetto Theresienstadt Opfer des Holocaust. Ihre Mutter verdingte sich in England als Hausangestellte, und Susanne Groag kam in eine Boarding School und später in ein Internat für Kinder tschechoslowakischer Exilanten. Nach Kriegsende konnte sie mit ihren Klassenkameraden in die Tschechoslowakei zurückkehren, fühlte sich dort aber nicht erwünscht. Wieder zu ihrer Mutter nach England zu kommen, erwies sich nun auch als schwierig.
Groag heiratete 1950 in London den US-Amerikaner Alfred E. Barrington und ging mit ihm in die USA. Die Ehe wurde später geschieden, und Groag heiratete 1960 den Physiker Ronald Bell und zog zu ihm nach Woodside in Kalifornien in die Nähe der Stanford University, an der sie Kunstgeschichte studierte und 1964 mit einem Bachelor abschloss. Danach machte sie 1970 einen M.A. an der Santa Clara University mit einer geschichtlichen Dissertation über Frauen und Berufstätigkeit. 1971 organisierte sie am Cañada College einen der ersten Kurse in Kalifornien in Women’s Studies. Bell ließ 1973 das Textbook Women, from the Greeks to the French Revolution drucken, das 1980 eine Neuauflage hatte. Sie erhielt einen Lehrauftrag für die Santa Clara University und hielt daneben landesweit Vorträge.
Bell gehörte zu den Gründerinnen des Stanford’s Center for Research on Women (CROW) (später Michelle R. Clayman Institute for Gender Research) und arbeitete dort über 30 Jahre. 1982 erschien in der Zeitschrift Signs ihr Aufsatz Medieval Women Book Owners: Arbiters of Lay Piety and Ambassadors of Culture, der erstmals belegte, wie die Bedeutung der Frauen bei der Entwicklung der Lesekultur von der Geschichtswissenschaft ignoriert worden war.

## Schriften (Auswahl)
- (Hrsg.): Women from the Greeks to the French Revolution. Stanford, Calif.: Stanford Univ. Pr., 1973, 1980
- Karen Offen, Susan Bell (Hrsg.): Women, the Family, and Freedom: The Debate in the Documents: 1750–1950. 2 Bände. Stanford, Calif. : Stanford Univ. Pr., 1983
- Marilyn Yalom, Susan Bell (Hrsg.): Revealing Lives: Autobiography, Biography, and Gender. New York: State Univ. of New York Press, 1990
- Between Worlds: Czechoslovakia, England, and America. 1991
- The Lost Tapestries of „The City of Ladies“. Christine de Pizan’s Renaissance Legacy. 2004